# Autoestrada A10
Die Autoestrada A10 oder Auto-Estrada do Bucelas-Benavente ist eine Autobahn in Portugal. Die Autobahn beginnt in Alverca do Ribatejo und endet in Benavente. Mit der Ponte da Lezíria besitzt sie die zweitlängste Brücke in Europa.

## Größere Städte an der Autobahn
- Alverca do Ribatejo
- Vila Franca de Xira
- Benavente